# 잔카를로 코라디니
잔카를로 코라디니(이탈리아어: Giancarlo Corradini dʒanˈkarlo korraˈdiːni[*]; 1961년 2월 24일, 에밀리아-로마냐 주 사수올로 ~)는 이탈리아의 전직 축구 감독이자 전 수비수이다.

## 경력

### 선수
코라디니는 고향 사수올로에서 축구를 시작해 1978년에 제노아로, 1980년에 레자나로 이적했다. 이후, 그는 1982년부터 1988년까지 토리노에서 활약했다. 1988년, 그는 토리노를 떠나 나폴리에 합류해 1990년에 세리에 A 우승을 거두었고, 1989년에는 UEFA컵을 들어올렸고, 리그를 우승한 해에는 수페르코파 이탈리아나를 우승했다. 그는 1994년에 현역에서 은퇴했다.

### 감독
현역 은퇴 후, 코라디니는 유소년 감독으로 활동했다. 그는 1999년에 유벤투스로 이적했고, 2001년에 마르첼로 리피 감독이 다시 사령탑을 잡자, 그는 1군 감독진 일원으로 승격되었고, 2004년에는 파비오 카펠로를 보좌할 수석 코치로 승진했다. 카펠로가 떠나면서, 그는 세리에 B로 강등된 구단에 남아 디디에 데샹 신임 감독을 보좌했다. 2007년 5월, 데샹이 구단과의 불화로 사표를 내고 떠나면서, 코라디니는 감독 대행으로 유벤투스가 세리에 B 우승을 확정하고 남은 2경기 동안 프랑스인을 대신해 지도했다. 첫 기자회견에서, 스스로를 여러 1류 감독들을 보좌하며 배운 "작은 모리뉴"로 수식하였다.
코라디니가 유벤투스 대행 감독을 맡은 시기에 승점 1점도 얻지 못했는데, 백흑 군단은 강등권 생존 경쟁을 펼치는 바리와 스페치아에 연달아 패했다. 2-3으로 패한 스페치아와의 최종전을 치르기 전, 그는 유벤투스를 떠날 의사를 밝혔고, 정식 감독을 맡을 수 있는 구단을 물색한다고 덧붙였다. 2007년 6월 24일, 그는 세리에 C1의 베네치아 신임 감독으로 임명되었다. 그러나, 그는 취임 2달 만인 8월 30일에 크레모네세 원정 세리에 C1 2차전 경기에서 1-2로 패하면서 해임되었다.
2008년 11월, 코라디니는 공석이 된 세리에 D의 쿠네오의 감독이 되었다고 발표가 나왔고, 그는 2008-09 시즌에 소속 구단 강등을 막아냈다. 그는 2009년 6월에 쿠네오를 떠났다. 2012년 7월, 코라디니는 잔프랑코 졸라가 이끄는 왓퍼드의 수석 코치로 임명되었다. 2013년 7월, 그는 이 직위를 내려놓았다.